# The Pledge (soundtrack)
The Pledge (Original Motion Picture Soundtrack) is de originele soundtrack, gecomponeerd door Hans Zimmer en Klaus Badelt voor de film The Pledge uit 2001 van Sean Penn. Het album werd uitgebracht op 11 december 2001 door Milan Records.
Aanvullende muziek werd gecomponeerd door Michael Brook, Craig Eastman, Heitor Pereira en Martin Tillman. De zang in de filmmuziek is gezongen door Alison Moynihan. Het album werd opgenomen en gemixt door Slamm Andrews. De opnames vonden plaats in de studio Media Ventures, Los Angeles.

## Tracklijst
| Nr. | Titel               | Duur |
| --- | ------------------- | ---- |
| 1.  | The Angler          | 5:24 |
| 2.  | Boogie Man          | 1:28 |
| 3.  | Jerry & Lori        | 1:01 |
| 4.  | Church Nightmare    | 2:19 |
| 5.  | Revisit Crime Scene | 1:16 |
| 6.  | My Coat             | 2:47 |
| 7.  | The Wizard          | 4:05 |
| 8.  | Ex Cop              | 1:50 |
| 9.  | He'd Rather Not     | 2:00 |
| 10. | Land Of Christmas   | 1:22 |
| 11. | Reading Stories     | 3:03 |
| 12. | Turkeys             | 1:36 |
| 13. | The Pledge          | 1:19 |
| 14. | The Swing           | 2:20 |
| 15. | Ginny's Picture     | 2:31 |
| 16. | You're Crazy        | 5:57 |